# Aldo Ballarin
Aldo Ballarin (Chioggia, 10 januari 1922 – Superga, 4 mei 1949) was een Italiaans voetballer die als verdediger speelde.

## Carrière
Ballarin speelde vijf seizoenen (166 wedstrijden, 3 doelpunten) in de Serie A voor US Triestina en Torino FC. Bij Torino maakte hij deel uit van Il Grande Torino en won hij vier keer het landskampioenschap van Italië (Serie A).
Zijn debuut voor het Italiaanse nationale elftal maakte hij op 11 november 1945 in een wedstrijd tegen Zwitserland.
Aldo's jongere broers Dino Ballarin en Sergio Ballarin waren eveneens profvoetballers. Om ze te onderscheiden werden zij aangeduid als Aldo Ballarin I, Dino Ballarin II en Sergio Ballarin III.

## Superga-vliegramp
Op 4 mei 1949, tijdens de terugvlucht van het Turijnse voetbalelftal vanuit Lissabon, raakte het vliegtuig bij aankomst in Turijn verstrikt in dichte mist. Door een navigatiefout vloog het toestel tegen de ommuring van de basiliek van Superga. Het toestel stortte neer en alle 31 inzittenden, onder wie Ballarin en zijn broer Dino, kwamen om het leven. De ramp markeerde het tragische einde van het legendarische team Il Grande Torino.

## Erelijst
- Italiaans landskampioen: 1946, 1947, 1948, 1949